# Paramahamsa Vishwananda
Paramahamsa Vishwananda (Mahamandaleshwar Paramahamsa Sri Swami Vishwananda) (trb. Paramahansa Wiśwananda) (ur. 13 czerwca 1978) – hinduski mistrz duchowy pochodzący z wyspy Mauritius, założyciel ruchu Bhakti Marga. Paramahamsa Vishwananda mieszka w Niemczech, gdzie w niewielkiej wiosce Springen położonej niedaleko Frankfurtu znajduje się jego główny aśram.
Dla swoich wielbicieli Paramahamsa Vishwananda jest przewodnikiem duchowym, guru, urzeczywistnionym i oświeconym mistrzem. Jego życie poświęcone jest misji otwierania ludzkich serc i budzenia ich wrodzonej zdolności do kochania bez żadnych uwarunkowań. Ma on na celu pomóc innym odnaleźć i urzeczywistnić najwyższą, nieograniczoną, bezwarunkową Boską miłość, która jest obecna we wnętrzu każdej istoty ludzkiej. 

## Droga duchowa
Paramahamsa Vishwananda urodził się w 1978 roku w hinduskiej rodzinie na wyspie Mauritius. Szybko stało się jasne, że nie jest on zwyczajnym dzieckiem. Każdą wolną minutę spędzał na modlitwie, odwiedzaniu świątyń i odprawianiu rytuałów, przez cały czas będąc w świadomej obecności Boga. Kiedy miał pięć lat, odwiedził go po raz pierwszy jego guru – Mahawatar Babadźi. W miarę, jak Swami dorastał, zaczęło się wokół niego dziać wiele cudów i zjawisk mistycznych. Uwielbiał spędzać czas na śpiewaniu pieśni religijnych, co inspirowało jego ówczesnych przyjaciół do uczestniczenia w obrzędach religijnych. W wieku 14 lat po raz pierwszy doświadczył samadhi – stanu głębokiej medytacji i całkowitego zanurzenia w Bogu. Niezwykła osobowość Swamiego oraz wyraźnie widoczne urzeczywistnienie jedności z Bogiem zaczęły przyciągać coraz więcej ludzi, którzy przychodzili po jego błogosławieństwo i radę. Po ukończeniu szkoły zaczął podążać za swoim powołaniem i stał się nauczycielem duchowym. W 1998 roku, w wieku 19 lat po raz pierwszy odwiedził Europę, natomiast w 2005 roku oficjalnie rozpoczął swoją światową misję, zakładając Bhakti Margę, której siedzibą stał się mały aśram położony w niemieckiej wiosce. 

## Działalność
Paramahamsa Sri Swami Vishwananda od ponad 10 lat regularnie odwiedza kraje na całym świecie, udzielając darśanów i satsangów, podczas których przekazuje swoje przesłanie uniwersalnej bezwarunkowej miłości. Stał się inspiracją do powstania ośrodków oraz grup w ponad 50 krajach i osobiście inaugurował liczne świątynie hinduistyczne oraz kaplice chrześcijańskie w różnych zakątkach świata. W 2005 r. założył organizację o nazwie Bhakti Marga (sanskr. Ścieżka oddania ), szerzącą i wspierającą jego misję. 
Paramahamsa Vishwananda propaguje otwartą i akceptującą postawę wobec różnych sposobów wyrażania duchowości, traktując wszystkie systemy wiary i światowe religie jako zjednoczoną, harmonijną całość. Swami uczy, jak dostrzegać tę jednoczącą miłość obecną we wszystkich ścieżkach religijnych. Naturalna łatwość, z jaką łączy on elementy duchowości Wschodu z elementami zachodnich tradycji duchowych, umożliwia jego zwolennikom doświadczać Boga w bardzo osobisty sposób, niezależnie od pochodzenia kulturowego, osobistych wierzeń, czy wieku.
Sri Swami Vishwananda oferuje poszukiwaczom duchowym szeroki wachlarz praktyk:
- Atma Kriya Yoga
- OM Chanting
- Simply Meditation
- dźapa
- mudry
- i wiele innych

## Uznanie w Indiach
We wrześniu 2015 roku, podczas Kumbha Meli mającej miejsce w indyjskim Nashiku, Paramahamsa Sri Swami Vishwananda otrzymał prestiżowy tytuł Mahamandaleśwara. Został on uznany przez wszystkich czterech zwierzchników wisznuickich sampradai (duchowych linii przekazu), co należy do rzadkości i jest ogromnym zaszczytem. 
Mahamandaleśwar (co w dosłownym przekładzie oznacza: „zwierzchnik wielu klasztorów”) sprawuje pieczę nad wieloma aśramami oraz świątyniami i uważany jest za strażnika oraz filar hinduskiej wiary. Tytuł ten przyznawany jest przywódcom duchowym, którzy mogą poszczycić się szczególnymi osiągnięciami na polu duchowości. Krytycy uważają, że Vishwananda kupił ten tytuł za 30 tys. dolarów.
W lipcu 2016 roku Paramahamsa Sri Swami Vishwananda otrzymał w Londynie indyjską nagrodę Bharat Gaurav. Jest to prestiżowa nagroda przyznawana nielicznym, wybranym osobom z całego świata za szczególne dokonania lub osiągnięcia, które przyniosły Indiom chlubę.